# 베어스토우 방법
수치해석학에서 베어스토우(Bairstow)의 방법은 임의의 차수의 실제 다항식의 근사해를 찾아내는 효율적인 알고리즘이다. 이 근 찾기 알고리즘은 레오나드 베어스토우(Leonard Bairstow)의 1920년 'Applied Aerodynamics' 책 부록에 처음 등장했다. 알고리즘은 실수 계산만을 사용하여 복소 공액 쌍의 근을 찾는다. 이는 다항식 장제법과 대수학의 기본정리에 기반하고 있다.

## 방법
고차 다항식의 일반적인 해를 찾는 베어스토우 방법은 주어진 방정식에서 {\displaystyle x^{2}+ux+v}형태를 갖는 2차식을 인수로 갖도록 설정해서 방정식의 차수를 낮추어감으로서 반복적으로 {\displaystyle u,v}의 값이 근에 접근하도록 한다.
{\displaystyle f(x)=a_{0}x^{n}+a_{1}x^{n-1}+a_{2}x^{n-2}+\cdots +a_{n-1}x+a_{n}=0} 로부터
다항식 장제법에서 {\displaystyle P(x)=\sum _{i=0}^{n}{a_{i}x^{i}}} 이므로
{\displaystyle P(x)=(x^{2}+ux+v)Q(x)+cx+d}
이어서
다항식 장제법에서 {\displaystyle Q(x)=\sum _{i=0}^{n-2}{b_{i}x^{i}}}
따라서
{\displaystyle P(x)=(x^{2}+ux+v)\left(\sum _{i=0}^{n-2}{b_{i}x^{i}}\right)+cx+d}
계속해서
{\displaystyle Q(x)=(x^{2}+ux+v)R(x)+gx+h}
{\displaystyle R(x)=\sum _{i=0}^{n-4}{f_{i}x^{i}}}
{\displaystyle Q(x)=(x^{2}+ux+v)\left(\sum _{i=0}^{n-4}{f_{i}x^{i}}\right)+gx+h}
변수(계수) {\displaystyle c,d,g,h} 그리고 {\displaystyle u,v}의 함수가 되는 {\displaystyle b_{i},f_{i}}는 재귀적으로 다음과 같이 찾아진다.
{\displaystyle b_{n}=b_{n-1}=0}
{\displaystyle b_{i}=a_{i+2}-ub_{i+1}-vb_{i+2}}
{\displaystyle c=a_{1}-ub_{0}-vb_{1}}
{\displaystyle d=a_{0}-vb_{0}}
{\displaystyle f_{n}=f_{n-1}=0}
{\displaystyle f_{i}=b_{i+2}-uf_{i+1}-vf_{i+2}\qquad (i=n-2,\cdots ,0)}
{\displaystyle g=b_{1}-uf_{0}-vf_{1}}
{\displaystyle h=b_{0}-vf_{0}}
2차 방정식에서
{\displaystyle c(u,v)=d(u,v)=0}이므로
이것은 편미분과 행렬에서
{\displaystyle {\begin{bmatrix}u\\v\end{bmatrix}}:={\begin{bmatrix}u\\v\end{bmatrix}}-{\begin{bmatrix}{\frac {\partial c}{\partial u}}&{\frac {\partial c}{\partial v}}\\[3pt]{\frac {\partial d}{\partial u}}&{\frac {\partial d}{\partial v}}\end{bmatrix}}^{-1}{\begin{bmatrix}c\\d\end{bmatrix}}:={\begin{bmatrix}u\\v\end{bmatrix}}-{\frac {1}{vg^{2}+h(h-ug)}}{\begin{bmatrix}-h&g\\[3pt]-gv&gu-h\end{bmatrix}}{\begin{bmatrix}c\\d\end{bmatrix}}}
으로 표현될수있다.
한편, 수렴이 일어날 때까지 방정식의 해를 찾는 이 방법은 프로그래밍 언어로 구현될 수 있다.

## 예
{\displaystyle f(x)=6x^{5}+11x^{4}-33x^{3}-33x^{2}+11x+6=0}
첫 번째 이차 다항식 {\displaystyle f(x)}의 세 계수로부터 형성된 정규화된 초기값으로 다항식을 설정해보면,
{\displaystyle u={{a_{n-1}} \over {a_{n}}}={{11} \over {6}},v={{a_{n-2}} \over {a_{n}}}={{33} \over {6}}}
| 반복횟수 | u              | v               | 단계 길이      | 근                             |
| -------- | -------------- | --------------- | -------------- | ------------------------------ |
| 0        | 1.833333333333 | −5.500000000000 | 5.579008780071 | −0.916666666667±2.517990821623 |
| 1        | 2.979026068546 | −0.039896784438 | 2.048558558641 | −1.489513034273±1.502845921479 |
| 2        | 3.635306053091 | 1.900693009946  | 1.799922838287 | −1.817653026545±1.184554563945 |
| 3        | 3.064938039761 | 0.193530875538  | 1.256481376254 | −1.532469019881±1.467968126819 |
| 4        | 3.461834191232 | 1.385679731101  | 0.428931413521 | −1.730917095616±1.269013105052 |
| 5        | 3.326244386565 | 0.978742927192  | 0.022431883898 | −1.663122193282±1.336874153612 |
| 6        | 3.333340909351 | 1.000022701147  | 0.000023931927 | −1.666670454676±1.333329555414 |
| 7        | 3.333333333340 | 1.000000000020  | 0.000000000021 | −1.666666666670±1.333333333330 |
| 8        | 3.333333333333 | 1.000000000000  | 0.000000000000 | −1.666666666667±1.333333333333 |

8회 반복한 후에,이 방법은 표현된 정밀도 내에서 근 -1/3 및 -3을 포함하는 2차 인자를 생성한다. 네 번째 반복에서 단계 길이는 초선형 수렴(Superlinear convergence) 속도를 나타낸다.

## 같이 보기
- 이분법
- 편미분
- 2차 방정식

## 참고
- Applied Aerodynamics,Leonard Bairstow,1920 인터넷 아카이브
- Applied Aerodynamics,Leonard Bairstow,Longmans, Green and Company, 1939
- Applied Aerodynamics,June 2, 2008